# Yungasia longipennis
Yungasia longipennis är en insektsart som beskrevs av Rauno E. Linnavuori och Delong 1976. Yungasia longipennis ingår i släktet Yungasia och familjen dvärgstritar. Inga underarter finns listade i Catalogue of Life.